# Distretto di Yamango
Il distretto di Yamango è un distretto del Perù, facente parte della provincia di Morropón, nella regione di Piura.